# وسیلی کاپینی
وسیلی کاپینی (انگلیسی: Vasily Kapnist; ۱۲ فوریهٔ ۱۷۵۸ – ۲۸ اکتبر ۱۸۲۳) زبان‌شناس، شاعر، نویسنده، و نمایشنامه‌نویس اهل امپراتوری روسیه بود.